# Wernstall
Wernstall (auch: Wernstal) ist eine abgegangene Burg und Siedlungsstätte bei Gaimersheim im oberbayerischen Landkreis Eichstätt.

## Lage
Die Siedlungsstätte lag zwischen Gaimersheim und Eitensheim im Westen der Gaimersheimer Flur in der Retzgraben-Niederung südlich des etwa zwei Kilometer vom Gaimersheimer Ortskern entfernten Steinbergs, einer circa fünf Meter hohen, flachgewölbten Dolomitkuppel, auf der man die einstige Burg Wernstall vermutet. Nördlich zieht die Kreisstraße EI 5, südlich die Bahnstrecke München–Treuchtlingen vorbei.

## Geschichte
Die auf dem Steinberg vermutete Burg ist urkundlich nicht nachweisbar. Die Bezeichnung der Wüstung untermauert jedoch die Annahme, dass es hier eine Befestigung gab: ahd. „wern“ bedeutet „wehren“ und „stall“ kann „Burgstall, Burg“ heißen. Allerdings kann auch der Personenname „Warin/Wern“ namensgebend gewesen sein. Jedenfalls wurden hier frühmittelalterliche, hochmittelalterliche und spätmittelalterliche Funde gemacht. Im 13. Jahrhundert ist von zwei Wernstaller Huben, also (Burg-)Höfen, die Rede. 1379 erscheint Wernstall als Siedlung. Diese dürfte samt der Burg im Landshuter Erbfolgekrieg 1504 zerstört worden sein. 1880 sollen noch Reste des „Schlosses“ vorhanden gewesen sein; noch 1915 hieß das Flurstück „Auf der Steinmauer“. 1953 sollen beim Wasserleitungsbau Eitensheim – Gaimersheim „zwei etwa fünf Meter breite und zwei Meter tief in den Fels eingehauene Gräben“ (Chronik, S. 247) der Schlossbefestigung durchschnitten worden sein.
Historisch ist Wernstall von Bedeutung, weil hier, an der Grenze zwischen dem Gebiet des Eichstätter Bischofs und Bayern, am 23. September 1305 das Schiedsgericht stattfand, das unter dem Vorsitz von Marschall Heinrich von Pappenheim, dem wahrscheinlichen Besitzer der Burg Wernstall, die Auseinandersetzung zwischen Johann I. von Zürich, Bischof von Eichstätt, und den bayerischen Herzögen Ludwig und Rudolf um das Erbe der im gleichen Jahr mit Gebhard VII. ausgestorbenen Grafen von Hirschberg († 4. März 1305) beendete. Es wurde dabei festgelegt, welche Besitzungen und Rechte die jeweilige Vertragsseite aus dem Hirschberger Erbe erhielt. Der Bischof erhielt den bedeutenderen Teil (122 Ortschaften), den Herzögen wurden unter anderem die Grafschaft Sulzbach und das Landgericht von Hirschberg zugesprochen. Der Vertragsabschluss fand am 19. Oktober 1305 in Gaimersheim statt. Für die Kirche und das Hochstift von Eichstätt war dieser „Gaimersheimer Vertrag“ ein wichtiger Schritt zur Territorialbildung.